# Девушка на мосту
«Де́вушка на мосту́» (фр. La fille sur le pont) — французская трагикомедия режиссёра Патриса Леконта. Главные роли исполнили Ванесса Паради и Даниэль Отой.

## Сюжет
Два главных героя фильма — метатель ножей Габор (Отой) и девушка Адель (Паради), которая намеревается покончить с собой, прыгнув с моста. Габор, который тоже находится в пограничном состоянии, вмешивается и предотвращает самоубийство. Ему удаётся уговорить Адель стать мишенью в представлении по метанию ножей. Они путешествуют с этим номером по Европе, и в конце попадают в Стамбул.

## В ролях
- Ванесса Паради — Адель
- Даниэль Отой — Габор
- Фредерик Пфлюгер — акробат
- Деметре Георгалас — Такис
- Катрин Ласко — Ирене
- Изабель Пети-Жак — невеста
- Мирей Мосс[фр.] — мисс Память
- Дидье Лемуан — контролер
- Берти Кортес — Кузак
- Стефан Мецгер[фр.] — официант
- Клод Офор[фр.] — самоубийца
- Фарук Бермуга — официант
- Николя Донато — мистер Лоял
- Энцо Этокио — итальянец с мегафоном
- Джиорджио Гациос — Barker
- Пьер-Франсуа Мартен-Лаваль — первый пожарный
- Франк Монсиньи[фр.] — стажёр
- Борис Нэйпс — бармен
- Люк Палюн — ассистент режиссёра
- Жак Филипсон — парень в футболке
- Филипп Сир — консьерж в отеле
- Изабель Спад[фр.] — женщина в казино
- Жан Вертан[фр.] — клоун

## Награды
- 2000 — «Золотой глобус», номинирован в категории Лучший фильм на иностранном языке.
- 2000 — «Сезар», победитель в категории лучший актёр (Даниэль Отой); номинирован в категориях: лучший фильм, лучшая актриса (Ванесса Паради), лучшая операторская работа (Жан-Мари Дрежу), звукооператор (Доминик Хеннекин, Поль Лайне), лучший сценарий (Серж Фридман), лучший режиссёр (Патрис Леконт), лучший монтаж (Жоэль Аш).